# جون ر. ماسارو
جون ر. ماسارو (بالإنجليزية: John R. Massaro)‏ هو عسكري أمريكي، ولد في 22 مايو 1950 في كليفلاند في الولايات المتحدة.